# 후하르던

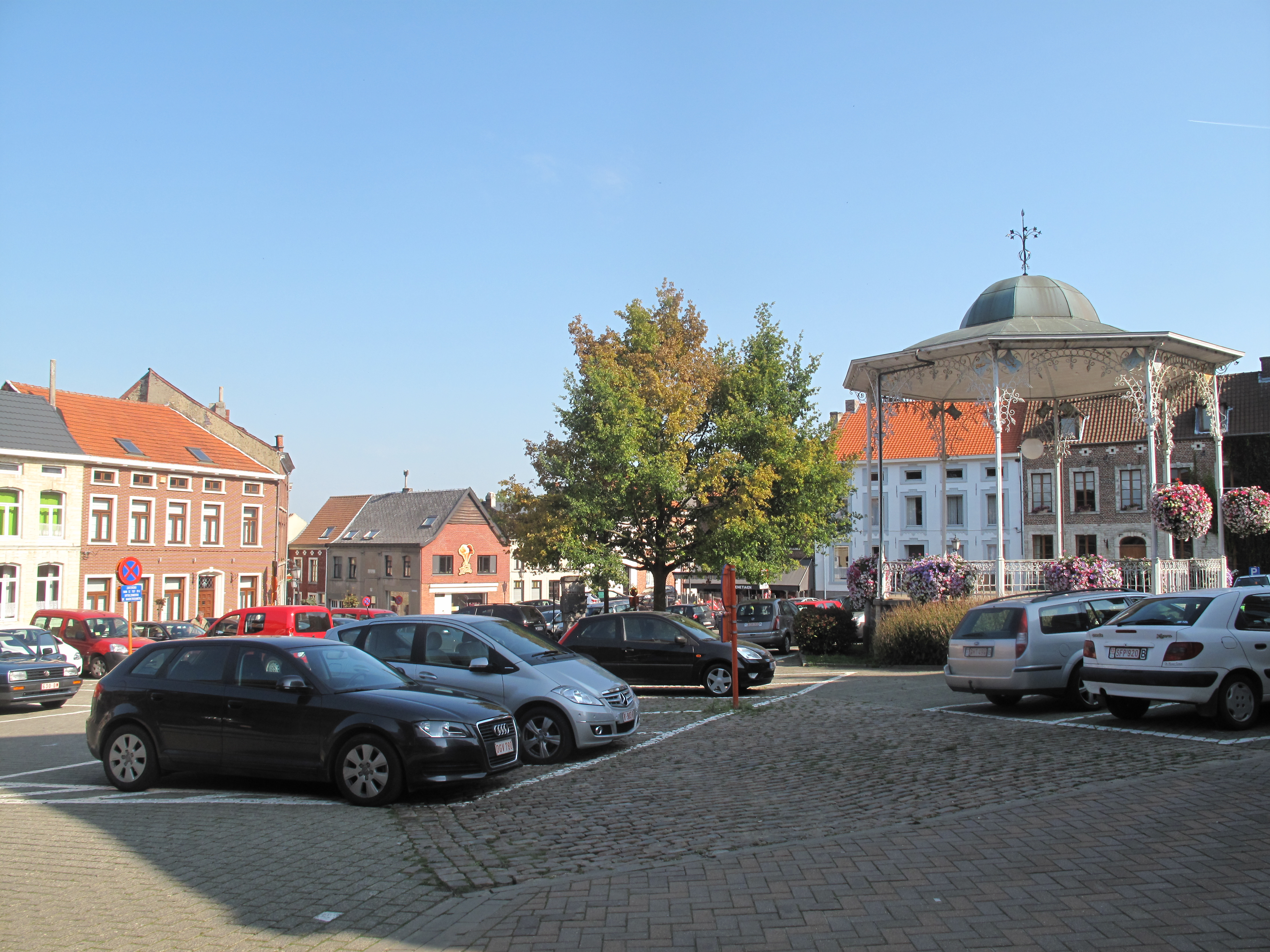

후하르던(네덜란드어: Hoegaarden)은 벨기에 플랑드르 플람스브라반트주에 위치한 도시이다.